# The World Needs a Hero
The World Needs a Hero är ett det nionde studioalbumet av det amerikanska heavy metal-bandet Megadeth från 2001. Albumet ligger betydligt närmare bandets thrash metal-rötter än de föregående, lättare hårdrocks-albumen. Maskoten Vic Rattlehead finns också med på omslaget, för första gången sedan Rust in Peace (1990). Detta album var ett försök av Megadeth att komma in på sina thrash metal-rötter igen efter, enligt de flesta fans och Mustaine själv, det misslyckande de två föregående kommersiella albumen hade haft.
Låten "Return to Hangar" är en fortsättning av låten "Hangar 18" som hittas på albumet Rust in Peace. Låten "When" ville Mustaine tillägna till alla f.d. fans som talat skit om bandet på grund av de två föregående skivorna. Sångens introriff är samma som hittas i Metallicas "The Call of Ktulu", vilken Mustaine var med och skrev den tid han var medlem i Metallica. Huvudriffet i låten "When" är ett ihågkommande av Diamond Head-låten "Am I Evil?". Ironiskt nog har Metallica gjort en cover på den här låten.

## Låtlista
Alla låtar skrivna av Dave Mustaine där inget annat anges.
Sida ett
1. "Disconnect" – 5:20
2. "The World Needs a Hero" – 3:52
3. "Moto Psycho" – 3:06
4. "1000 Times Goodbye" – 6:25
5. "Burning Bridges" – 5:20
6. "Promises" (Dave Mustaine/Al Pitrelli) – 4:28

Sida två
1. "Recipe for Hate... Warhorse" – 5:18
2. "Losing My Senses" – 4:40
3. "Dread and the Fugitive Mind" – 4:25
4. "Silent Scorn" – 1:42
5. "Return to Hangar" – 3:59
6. "When" – 9:14

## Medverkande
Megadeth
- Dave Mustaine – gitarr, sång
- Al Pitrelli – gitarr, bakgrundssång
- David Ellefson – bas
- Jimmy DeGrasso – trummor

Övriga musiker
- Heather Keckler – tal på "The World Needs a Hero" och "1000 Times Goodbye"
- Bob Findley – trumpet på "Silent Scorn"
- Suzie Katayama – strängarrangemang på "Promises" och "Losing My Senses"

Produktion
- Producerad av Dave Mustaine; Delproducerad av Bill Kennedy
- Mixad och ljudteknik av Bill Kennedy
- Assisterande ljudtekniker – Mark Valentine, Lance Dean, Jay Goin, Greg Edenfield
- Pro Tools – Chris Vrenna, Joe Bishara, James Murray, Sean Dever, Ken Mary, Lance Dean
- Digital redigering av "Moto Psycho", "The World Needs a Hero", and "1000 Times Goodbye" – Chris Vrenna
- Masterad av Tom Jensen